# 9605 A Coruña
9605 A Coruña è un asteroide della fascia principale interna. Scoperto nel 1992, presenta un'orbita caratterizzata da un semiasse maggiore pari a 2,413321 UA e da un'eccentricità di 0,182524, inclinata di 2,686488° rispetto all'eclittica.
È dedicato alla città spagnola di A Coruña.